# Silly-la-Poterie
Silly-la-Poterie ist eine französische Gemeinde mit 114 Einwohnern (Stand: 1. Januar 2022) im Département Aisne in der Region Hauts-de-France (frühere Region: Picardie). Sie gehört zum Arrondissement Soissons, in das sie mit neun weiteren Gemeinden im Jahr 2017 aus dem Arrondissement Château-Thierry wechselte, sowie zum Kanton Villers-Cotterêts.

## Geographie
Die Gemeinde Silly-la-Poterie liegt 23 Kilometer südwestlich von Soissons am Nordufer des bis hierher kanalisierten und schiffbaren Flusses Ourcq. Die Gemeinde ist von den südöstlichen Ausläufern des Domänenforsts Forêt de Retz umgeben und wird über die Départementsstraße 17 erschlossen. Nachbargemeinden von Silly-la-Poterie sind Oigny-en-Valois im Norden und Osten, Troësnes im Südosten und La Ferté-Milon im Süden und Westen.

## Bevölkerungsentwicklung
| Jahr                       | 1962 | 1968 | 1975 | 1982 | 1990 | 1999 | 2006 | 2015 | 2022 |
| Einwohner                  | 147  | 133  | 114  | 110  | 132  | 138  | 142  | 131  | 114  |
| Quellen: Cassini und INSEE |      |      |      |      |      |      |      |      |      |

## Sehenswürdigkeiten
- Kirche Saint-Médard aus dem 13. Jahrhundert
- Schloss aus dem 19. Jahrhundert
- Flusshafen Port aux Perches

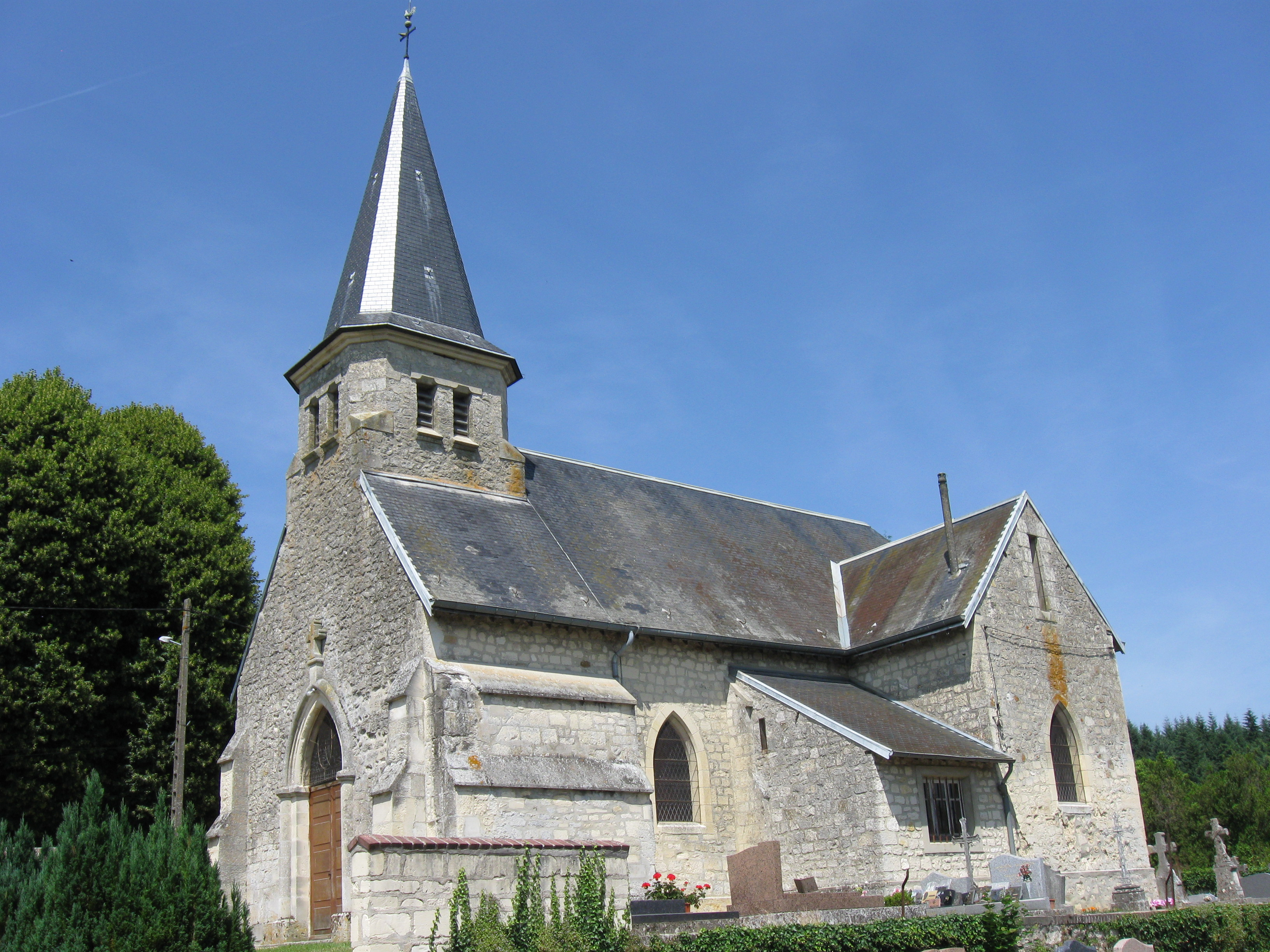
Kirche Saint-Médard
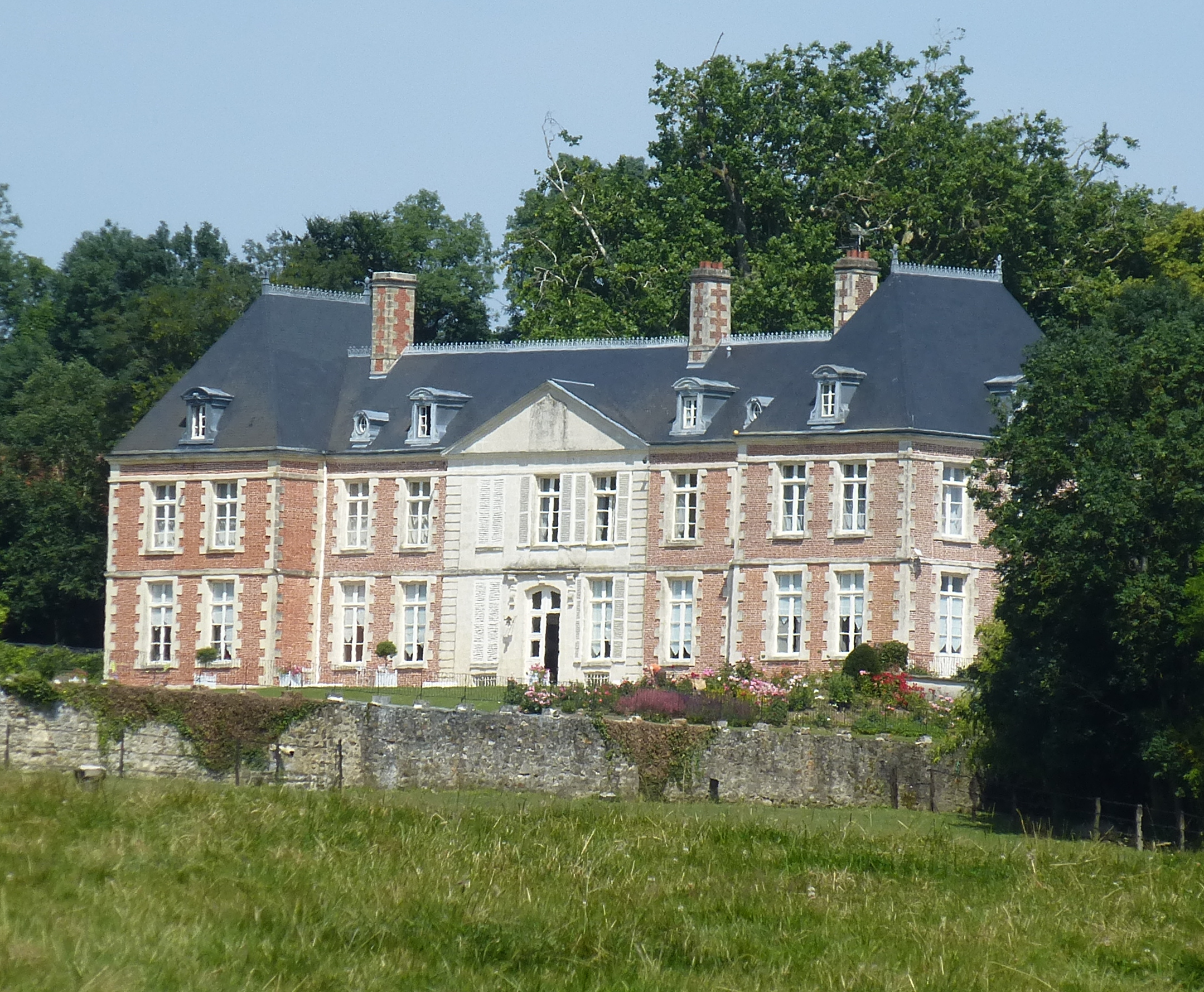
Schloss Silly-la-Poterie
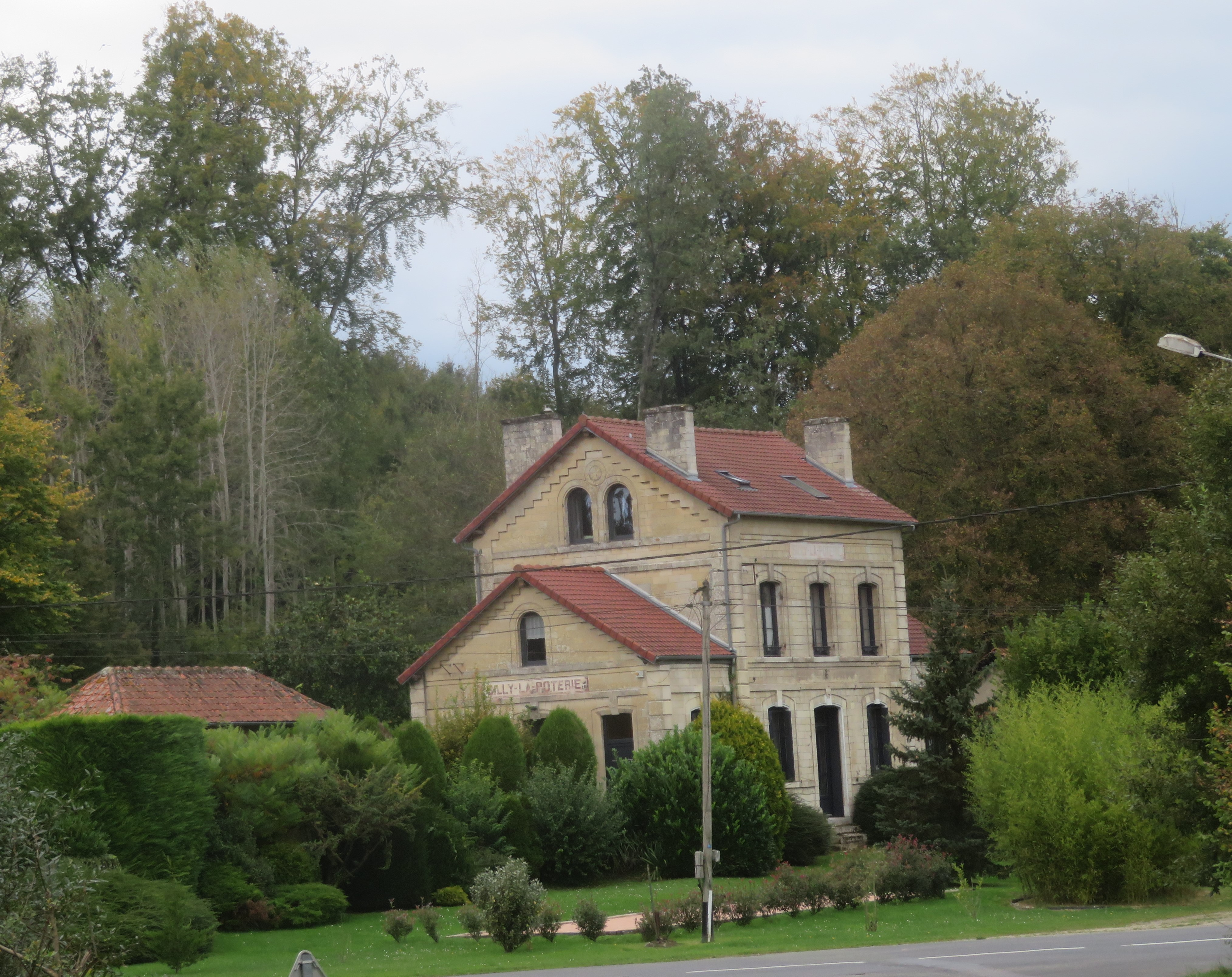
Bahnhof
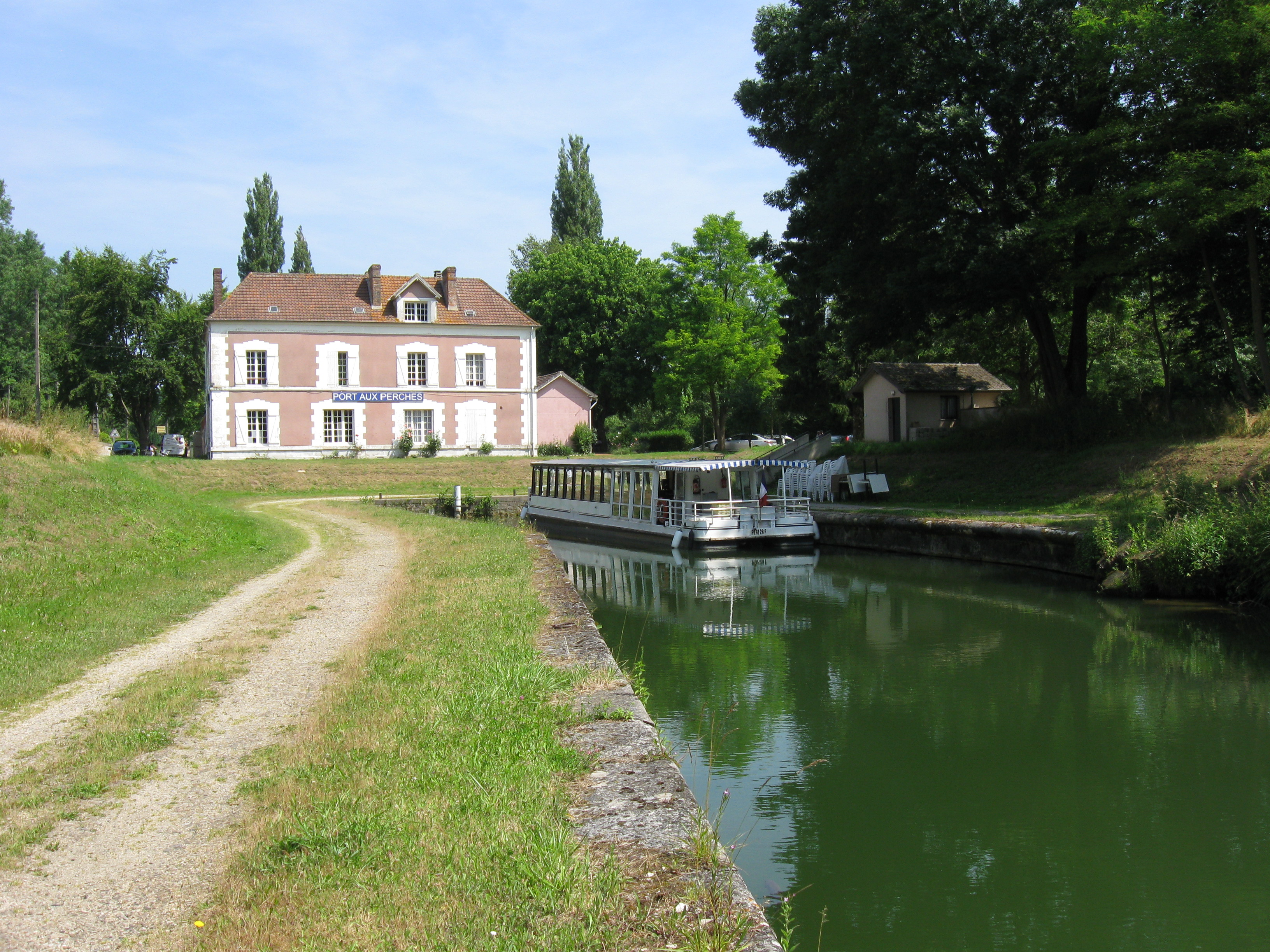
Port aux perches